# مگنوس جورج پاوکر
مگنوس جورج پاوکر (روسی: Магнус-Георг Андреевич Паукер; 26 november [سبک قدیمی: 15 november] 1787 – 31 august [سبک قدیمی: 19 august] 1855) دانشمند در زمینه هندسه اهل امپراتوری روسیه و از برندگان جایزه دمیدوف بود.